# Храброе сердце (фильм)
«Храброе сердце» (англ. Braveheart) — американская эпическая военно-историческая драма 1995 года, второй полнометражный фильм, снятый и спродюсированный Мелом Гибсоном. Он играет шотландского воина Уильяма Уоллеса в Первой войне за независимость Шотландии против короля Англии Эдуарда I. В фильме также снимались Софи Марсо, Патрик Макгуэн, Кэтрин Маккормак и Ангус Макфадьен. Сюжет фильма вдохновлён эпической поэмой XV века «Акты и деяния иллюстрированного и вальяжного Кампиуна Шира» Уильяма Уоллеса и был адаптирован для экрана Рэндаллом Уоллесом.
Разработка фильма первоначально началась в Metro-Goldwyn-Mayer (MGM), когда продюсер Алан Лэдд-младший перенял проект у Уоллеса, но когда в MGM сменилось руководство, Лэдд покинул студию и забрал проект с собой. Несмотря на первоначальный отказ, Гибсон в конечном итоге решил снять фильм и сыграть Уоллеса. Фильм, снятый компаниями Gibson's Icon Productions и The Ladd Company, был выпущен компанией Paramount Pictures в США и Канаде, а также компанией 20th Century Fox в других странах.
Вышедший в прокат 24 мая 1995 года, фильм «Храброе сердце» имел успех у критиков и в прокате, получив высокие оценки за батальные сцены, художественное оформление, музыкальное сопровождение и актёрскую игру, хотя и подвергся критике за исторические неточности. Фильм также получил множество наград, включая премию «Оскар» за лучший фильм. В 2019 году вышел сиквел, ставший культовым, «Роберт — король Шотландии».
Слоган: «Все умирают, но не все живут по-настоящему».

## Сюжет
Повествование ведётся от имени Роберта Брюса. 1280 год. Король Англии Эдуард I Длинноногий оккупировал значительную часть Шотландии и запретил шотландцам иметь оружие. После убийства англичанами вождей шотландских кланов в казармах Айра в Эйршире разгорается война между Шотландией и Англией. В борьбе с отрядами короля погибают отец и брат десятилетнего Уильяма Уоллеса. Уоллеса на попечение берёт дядя — Аргайл.
Спустя 20 лет Уоллес возвращается в родную деревню, в надежде завести семью и вести хозяйство, по возможности избегая «проблем». Уоллес начинает встречаться с девушкой Маррон, с которой дружил с детства. Чтобы избежать установленного королём Эдуардом I унизительного «права первой ночи», Маррон и Уоллес венчаются тайно. Уоллес отбивает Маррон у пытающихся её изнасиловать из-за несоблюдения правил английских солдат. Маррон не успевает убежать из деревни, и местный шериф, объявив, что «Нападение на солдат короля равносильно нападению на самого короля», убивает девушку. Уоллес является с повинной, но вместо сдачи вступает в бой с солдатами. Жители стихийно поднимают восстание, Уоллес убивает шерифа на месте смерти Маррон, вынув из его ножен тот самый нож, которым он убил девушку. Шотландцы провозглашают его своим вождём. Начало этой мести лежало в основе всей его жизни в борьбе за свободу своего народа и своей страны.
Восстание разгорается, к отряду Уоллеса присоединяются и другие шотландские кланы. Уоллес одерживает несколько побед над английскими войсками, в том числе в битве на Стерлингском мосту. Однако во время Фолкеркской битвы шотландская знать предаёт Уоллеса, уйдя со своими войсками, и он терпит поражение. Уйдя в подполье, Уоллес убивает двух представителей знати, предавших его.
С Уоллесом встречается принцесса Изабелла, жена принца Эдуарда (будущего Эдуарда II), сына Эдуарда I.
Уоллес, всё же надеясь на поддержку со стороны шотландской знати, встречается с Робертом Брюсом (будущим королём Шотландии Робертом I), но попадает в плен к англичанам: оказывается, отец Роберта, несмотря на смертельную болезнь и обречённость умереть в ближайшее время, втайне от сына совместно с шотландской знатью устроил засаду.
В Лондоне Уоллеса судят за измену королю. Однако Уоллес говорит, что никогда не признавал и не признаёт Эдуарда своим королём. За это суд приговаривает его к «очищению через боль». На лондонской площади Уоллеса пытают и предлагают быструю смерть, если он скажет «Пощады!». Но, Уоллес, собрав последние силы, выкрикивает «Свобода!». Посмотрев на собравшуюся на площади толпу, Уоллес видит там Маррон и улыбается ей. В этот момент Уоллеса обезглавливают.
Некоторое время спустя Роберт Брюс с остатками шотландской армии встречается с английскими войсками на поле Бэннокбёрна, чтобы получить согласие на коронацию. Однако взглянув на платок, который принадлежал Уоллесу, Брюс переосмыслил всё. Выкрикивая имя Уоллеса, Брюс с шотландскими солдатами идут в атаку на англичан.

## В ролях
| Актёр            | Роль                  |
| ---------------- | --------------------- |
| Мел Гибсон       | Уильям Уоллес         |
| Софи Марсо       | принцесса Изабелла    |
| Патрик Макгуэн   | король Эдуард I       |
| Кэтрин Маккормак | Маррон Маккланнох     |
| Ангус Макфадьен  | Роберт Брюс мл.       |
| Брендан Глисон   | Хэмиш                 |
| Джеймс Космо     | Кэмпбелл, отец Хэмиша |
| Джон Кэвэна      | Крэйг                 |
| Алан Армстронг   | Морнэй                |
| Джон Мурта       | Лохлан                |
| Дэвид О’Хара     | Стивен Ирландец       |
| Ян Баннен        | Роберт Брюс ст.       |
| Брайан Кокс      | Аргайл Уоллес         |
| Питер Ханли      | Принц Эдуард          |
| Джеймс Робинсон  | молодой Уильям Уоллес |
| Джерард МакСорли | Cheltham              |
| Томми Фланаган   | Моррисон              |
| Шон Макгинли     | Маккланнох            |
| Шон Лоуло        | Малкольм Уоллес       |
| Там Уайт         | Макгрегор             |
| Бернард Хорсфолл | Джон Баллиоль         |
| Донал Гибсон     | Стюарт                |
| Сэнди Нельсон    | Джон Уоллес           |
| Питер Маллан     | Шотландский Воин      |
| Дэвид Маккей     | Шотландский Воин      |
| Дэвид Гант       | королевский Магистрат |
| Ролло Уикс       | ребёнок в толпе       |

## Съёмочная группа
- Режиссёр — Мел Гибсон
- Автор сценария — Рэндол Уоллас
- Продюсеры — Мел Гибсон, Брюс Дэйви, Элан Лэд-Мл., Стивен МакЭвити
- Композитор — Джеймс Хорнер
- Оператор — Джон Толл
- Монтаж — Стивен Розенблюм

## Историческая неточность
Рэндалл Уоллес, автор сценария, признал эпическую поэму XV века «Слепого Гарри» «Деяния и деяния сэра Уильяма Уоллеса, рыцаря старейшины» в качестве главного источника вдохновения для фильма. Защищая свой сценарий, Рэндалл Уоллес сказал: «Верен ли Слепой Гарри? Я не знаю. Я знаю, что он говорил с моим сердцем, и это то, что для меня важно, что оно говорило с моим сердцем». Поэма Слепого Гарри не считается исторически точной, и хотя некоторые эпизоды в фильме, которые не являются исторически точными, взяты из Слепого Гарри (например, повешение шотландской знати в начале), есть большие части, которые не основаны на истории (например, роман Уоллеса с принцессой Изабеллой).
Элизабет Эван описывает «Храброе сердце» как фильм, который «почти полностью жертвует исторической точностью ради эпических приключений». Его описывают как один из самых исторически неточных современных фильмов.
Шэрон Кросса отметила, что фильм содержит множество исторических неточностей, начиная с ношения пледа с поясом Уоллесом и его людьми. В тот период «ни один шотландец [...] не носил пледов с поясом (не говоря уже о килтах любого рода).» Более того, когда горцы наконец начали носить плед с поясом, это было не «в довольно причудливом стиле, изображённом в фильме». Она сравнивает эту неточность с «фильмом о колониальной Америке, в котором мужчины-колонисты носят деловые костюмы XX века, но куртки носят задом наперед, а не наоборот». В предыдущем эссе о фильме она написала: «События неточны, даты неточны, персонажи неточны, имена неточны, одежда неточна — короче говоря, почти ничего не точно». Плед с поясом (feileadh mór léine) появился только в XVI веке. Питер Трэкэр назвал „фарсовое изображение“ Уоллеса, как дикого и волосатого горца, нарисованного вайдой (на 1000 лет позже), буйного в клетчатом килте (на 500 лет раньше)». Уоллес был жителем низменностей, поэтому горы и долины его дома, изображенные в фильме, также неточны.
Ирландский историк Шон Даффи заметил, что «битву у моста Стерлинг можно было провести с помощью моста».
В 2009 году фильм занял второе место в списке «самых исторически неточных фильмов» по версии The Times. В юмористической научно-популярной историографии «Совершенно беспристрастная история Британии» (2007) автор Джон О’Фаррелл утверждает, что «Храброе сердце» не могло быть более исторически неточным, даже если бы в фильм была вставлена пластилиновая собака и название было изменено на «Уильям Уоллес и Громит».
В аудиокомментарии DVD к фильму «Храброе сердце» Мел Гибсон признает многие исторические неточности, но защищает свой выбор в качестве режиссёра, отмечая, что способ, которым события были изображены в фильме, был гораздо более «кинематографически убедительным», чем исторический факт или традиционные мифы.

## Критика
Английские СМИ обвинили фильм в англофобии. The Economist назвал его «ксенофобским», а Джон Сазерленд в своей статье в The Guardian заявил, что «Храброе сердце» дал полную волю «ядовитой англофобии». Колин МакАртур, The Times: «Политические последствия действительно пагубны. Это ксенофобский фильм». Иэн Баррелл из The Independent отметил: «Феномен «Храброго сердца», вдохновленный Голливудом подъём шотландского национализма, был связан с ростом антианглийских предубеждений». Современный шотландский писатель и комментатор Дуглас Мюррей описал фильм как «страшно расистский и антианглийский».

## Награды и номинации
| Награды и номинации                                                      | Награды и номинации                                               | Награды и номинации                                                                | Награды и номинации | Награды и номинации |
| Награда                                                                  | Категория                                                         | Номинант                                                                           | Результат           |                     |
| ------------------------------------------------------------------------ | ----------------------------------------------------------------- | ---------------------------------------------------------------------------------- | ------------------- | ------------------- |
| «Оскар»                                                                  | «Лучший фильм»                                                    | Мел Гибсон, Алан Лэдд мл. и Брюс Дэйви                                             | Победа              |                     |
| «Оскар»                                                                  | «Лучшая режиссёрская работа»                                      | Мел Гибсон                                                                         | Победа              |                     |
| «Оскар»                                                                  | «Лучшая операторская работа»                                      | Джон Толл                                                                          | Победа              |                     |
| «Оскар»                                                                  | «Лучший звуковой монтаж»                                          | Лон Бендер и Пер Халлберг                                                          | Победа              |                     |
| «Оскар»                                                                  | «Лучший грим»                                                     | Питер Фрэмптон, Пол Паттисон и Лоис Бюрвелл                                        | Победа              |                     |
| «Оскар»                                                                  | «Лучший оригинальный сценарий»                                    | Рэндалл Уоллес                                                                     | Номинация           |                     |
| «Оскар»                                                                  | «Лучший дизайн костюмов»                                          | Чарльз Ноуд                                                                        | Номинация           |                     |
| «Оскар»                                                                  | «Лучший звук»                                                     | Энди Нельсон, Скотт Миллан, Анна Белмер и Брайан Симмонс                           | Номинация           |                     |
| «Оскар»                                                                  | «Лучший монтаж»                                                   | Стивен Розенблюм                                                                   | Номинация           |                     |
| «Оскар»                                                                  | «Лучшая музыка к драматическому фильму»                           | Джеймс Хорнер                                                                      | Номинация           |                     |
| «Золотой глобус»                                                         | «Лучший режиссёр»                                                 | Мел Гибсон                                                                         | Победа              |                     |
| «Золотой глобус»                                                         | «Лучший фильм (драма)»                                            | Брюс Дэйви                                                                         | Номинация           |                     |
| «Золотой глобус»                                                         | «Лучший сценарий»                                                 | Рэндалл Уоллес                                                                     | Номинация           |                     |
| «Золотой глобус»                                                         | «Лучшая музыка к фильму»                                          | Джеймс Хорнер                                                                      | Номинация           |                     |
| «BAFTA»                                                                  | «Лучшая операторская работа»                                      | Джон Толл                                                                          | Победа              |                     |
| «BAFTA»                                                                  | «Лучший дизайн костюмов»                                          | Чарльз Ноуд                                                                        | Победа              |                     |
| «BAFTA»                                                                  | «Лучший звук»                                                     | Пер Хальберг, Лон Бендер, Брайан Симмонс, Энди Нельсон, Скотт Миллан и Анна Белмер | Победа              |                     |
| «BAFTA»                                                                  | «Лучшая режиссёрская работа»                                      | Мел Гибсон                                                                         | Номинация           |                     |
| «BAFTA»                                                                  | «Лучшая музыка к фильму»                                          | Джеймс Хорнер                                                                      | Номинация           |                     |
| «BAFTA»                                                                  | «Лучший грим»                                                     | Питер Фрэмптон, Пол Паттисон и Лоис Бюрвелл                                        | Номинация           |                     |
| «BAFTA»                                                                  | «Лучшая работа художника-постановщика»                            | Том Сандерс                                                                        | Номинация           |                     |
| «Сатурн»                                                                 | «Лучший приключенческий фильм или боевик»                         |                                                                                    | Номинация           |                     |
| «Сатурн»                                                                 | «Лучшая музыка»                                                   | Джеймс Хорнер                                                                      | Номинация           |                     |
| «Сатурн»                                                                 | «Лучшие костюмы»                                                  | Чарльз Ноуд                                                                        | Номинация           |                     |
| Премия Ассоциации американских монтажёров «Eddie»                        | «Лучший монтаж в художественном фильме»                           | Стивен Розенблюм                                                                   | Победа              |                     |
| Премия Американского общества кинематографистов                          | «Лучшая операторская работа»                                      | Джон Толл                                                                          | Победа              |                     |
| Awards Circuit Community Awards                                          | «Лучшая работа художника-постановщика»                            | Том Сандерс и Питер Ховитт                                                         | Победа              |                     |
| Awards Circuit Community Awards                                          | «Лучший дизайн костюмов»                                          | Чарльз Ноуд                                                                        | Победа              |                     |
| Awards Circuit Community Awards                                          | «Лучший грим»                                                     |                                                                                    | Победа              |                     |
| Awards Circuit Community Awards                                          | «Лучшая музыка к фильму»                                          | Джеймс Хорнер                                                                      | Победа              |                     |
| Awards Circuit Community Awards                                          | «Лучший каскадёрский ансамбль»                                    |                                                                                    | Победа              |                     |
| Awards Circuit Community Awards                                          | «Лучший режиссёр»                                                 | Мел Гибсон                                                                         | Номинация           |                     |
| Awards Circuit Community Awards                                          | «Лучшая операторская работа»                                      | Джон Толл                                                                          | Номинация           |                     |
| Awards Circuit Community Awards                                          | «Лучший оригинальный сценарий»                                    | Рэндалл Уоллес                                                                     | Номинация           |                     |
| Awards Circuit Community Awards                                          | «Лучший монтаж»                                                   | Стивен Розенблюм                                                                   | Номинация           |                     |
| Awards Circuit Community Awards                                          | «Лучший звук»                                                     |                                                                                    | Номинация           |                     |
| Critics' Choice Movie Awards                                             | «Лучшая режиссёрская работа»                                      | Мел Гибсон                                                                         | Победа              |                     |
| Фестиваль искусства кинооператоров Камеримидж                            |                                                                   | Джон Толл                                                                          | Номинация           |                     |
| Премия Общества кинематографии и звукозаписи                             | Выдающееся достижение в сведении звука для художественного фильма | Энди Нельсон, Скотт Миллан, Анна Белмер и Брайан Симмонс                           | Номинация           |                     |
| Cinema Writers Circle Awards (Испания)                                   | «Лучший фильм на иностранном языке»                               |                                                                                    | Победа              |                     |
| Премия Гильдии режиссёров США                                            | «Лучшая режиссура — Художественный фильм»                         | Мел Гибсон                                                                         | Номинация           |                     |
| Империя                                                                  | «Лучший фильм»                                                    |                                                                                    | Победа              |                     |
| Flaiano International Prizes (Италия)                                    | «Лучшая иностранная актриса»                                      | Кэтрин Маккормак                                                                   | Победа              |                     |
| Юпитер                                                                   | «Лучший иностранный режиссёр»                                     | Мел Гибсон                                                                         | Победа              |                     |
| «MTV Movie Awards»                                                       | «Самый зрелищный эпизод»                                          | За битву при Стерлингском мосту                                                    | Победа              |                     |
| «MTV Movie Awards»                                                       | «Лучший фильм»                                                    |                                                                                    | Номинация           |                     |
| «MTV Movie Awards»                                                       | «Лучшая мужская роль»                                             | Мел Гибсон                                                                         | Номинация           |                     |
| «MTV Movie Awards»                                                       | «Самый желанный мужчина»                                          | Мел Гибсон                                                                         | Номинация           |                     |
| Премия Гильдии звукорежиссёров художественного кино «Golden Reel Awards» | «Лучший монтаж звука: Звуковые эффекты и их запись»               |                                                                                    | Победа              |                     |
| Премия Гильдии звукорежиссёров художественного кино «Golden Reel Awards» | «Лучший монтаж звука: Диалоги»                                    |                                                                                    | Победа              |                     |
| Премия Гильдии звукорежиссёров художественного кино «Golden Reel Awards» | «Лучший монтаж звука: Звуковые эффекты»                           |                                                                                    | Победа              |                     |
| Премия Национального совета кинокритиков США                             | «Лучшие 10 фильмов года»                                          |                                                                                    | Победа              |                     |
| Премия Национального совета кинокритиков США                             | «За вклад в кино»                                                 | Мел Гибсон                                                                         | Победа              |                     |
| Премия Общества юго-восточных критиков США                               | «Лучший фильм»                                                    |                                                                                    | Номинация           |                     |
| Премия Гильдии сценаристов США                                           | «Лучший сценарий, написанный непосредственно для экрана»          | Рэндалл Уоллес                                                                     | Победа              |                     |

Американский институт киноискусства
- 100 самых остросюжетных американских фильмов за 100 лет по версии AFI (2001) — 91-е место
- 100 самых вдохновляющих американских фильмов за 100 лет по версии AFI (2006) — 62-е место